# 非正常械劫案
《赴湯蹈火》（英語：Hell or High Water，前稱作）是一部2016年美國搶劫犯罪片，由大衛·麥肯齊執導，泰勒·謝里丹編劇。本片的劇本曾是2012年的黑名單冠軍。由傑夫·布里吉、克里斯·潘恩和班·佛斯特主演。
該片於2016年5月16日在第69屆坎城影展上的「一種注目」單元上首映，並定於2016年8月12日在美國上映。

## 劇情
在德州西部，魯莽粗野的譚納·霍華與他還算有點樣子的弟弟托比連環劫掠區域性小銀行的偏僻分行。兩人都是生手，行動粗率，全仗銀行人手不足與設備粗劣才得手。因為只搶無從追蹤的小鈔，治安高層也懶得追緝，只有即將退休的騎警警長想要有所作為。兄弟倆家暴的父親早逝，母親去世不久，身後只留下貧瘠的牧場與牲畜。哥哥有前科，弟弟積欠贍養費，無業的兩人只能靠這勾當弄錢。搶過幾家分行後就回家把作案用車埋了，再弄新車作案。
警察們認為是吸毒者在弄小錢。只有警長認定劫匪需要一大筆，企圖積少成多。兄弟倆湊足錢後，到外州賭場洗錢。並經由合謀的會計師償還牧場拖欠的款項後設立信託給托比的兒子們。托比也清償了拖欠的贍養費，並與前妻及兒子深談。
兄弟倆預計再幹一票，賺足預定金額。警長堅信自己找到了他們的下個目標，帶著同事在附近埋伏。同事卻只當他沒事找事做，先行離開。計畫中的目標分行竟已關閉，兄弟倆駛向下個目標途中，大哥譚納改變主意，改搶一個大點的分行以搜刮足夠現款。警長向去而復返的同事分析情勢後，向著所認定的劫匪目標而去，兩邊恰好想到同一處地點。
大規模的分行客人也多。裡頭的擕械警衛及身上帶槍的熱心民眾在他們得手後與之駁火，托比中槍。兩人殺出血路逃亡，但擁槍的當地民眾在後開車追趕。譚納以步槍一時逼退追兵後，加速趕到換車地點，讓托比換車完成後半部計畫後，自己卻開著原作案車引開前來堵截的警力。托比有驚無險地混過警方臨時的檢查哨，依原計畫洗錢、還款。譚納將車開上崖，以火攻斷後並爭取時間找藏身處反擊。追兵被他的火力逼退，警長同事殉職，但警長與熟悉地形的當地人合作，抄譚納後路一槍擊斃他。
警長退休後仍關心本案。他認定案犯兩人中，有一個是托比。但托比紀錄清白，與他前科累累的大哥恰成對比，同謀之說很難說服人。而且他母親留下的牧場中發現了石油，一個月利潤就超出連環搶案贓款所得加總。沒有證據，沒有動機，簽不出搜索票。警長親身拜訪托比，語帶雙關語地誘托比說出實情，卻把話越挑越明。托比稱自已從未殺過人，但不介意由退休警長開始。劍拔弩張之勢被剛好回家的托比前妻及小孩打破。托比說明自己不住這裡，只是來幫前妻整修房屋。於是警長知道，一切都是為了下一代。警長稱，整件事將成兩人餘生中的陰影。托比則邀警長有空去他在城裡的租屋處走走，以完成未竟的談話。兩人在互道雙關語中道別。

## 演員
- 傑夫·布里吉 飾 馬可斯·漢彌爾頓（Marcus Hamilton）即將退休的的德州騎警，嘴巴很壞。
- 克里斯·潘恩 飾 托比·霍華（Toby Howard）搶匪兄弟中的小弟。堅持謀定而後動，離婚後仍深愛前妻與兒子們，不惜代價為家人打破貧窮的世代循環。
- 班·佛斯特 飾 譚納·霍華（Tanner Howard）搶匪兄弟中的大哥。槍法好，弒父後前科累累。為人散漫，雖知天道好還，但仍為兄弟兩肋插刀。
- 吉爾·伯明翰（英语：Gil Birmingham） 飾 奧伯托·帕克（Alberto Parker）對馬可斯的壞嘴不以為然的德州騎警，但仍尊重他的能力。
- 凱蒂·米克松（英语：Katy Mixon） 飾 珍妮·安（Jenny Ann）餐廳中的女服務生，對托比一見鍾情，收到大筆小費。但小費遭警方扣留為證物，沒有對警方指認令她印象深刻的托比。
- 安柏·米桑德 飾 娜塔莉（Natalie）年輕銀行櫃員。銀行被搶時受到驚嚇。

## 發行
電影最先於2016年5月16日在第69屆坎城影展上的「一種注目」單元上首映，美國定於2016年8月12日上映。

## 反響
電影贏得了正面好評，主要稱讚精心設計的非盲目槍戰和紮實的角色。爛番茄根據176篇專業評論持有98%的新鮮度，平均得分8.6/10。Metacritic得分高達88，代表「普遍好評」。IGN評論家薩曼莎·拉德維希給予電影9／10的高評，聲稱「《赴湯蹈火》擁有其複雜的敘事驚喜與令人印象深刻的攝影，並彌補了今夏的一缺陷」。
美國首映週末從909間戲院中獲得370萬美元的票房，位居當週票房排名第十二。隨著好評的傳開，電影在後續的票房成長越來越佳。

## 奖项
- 2016年美國電影學會獎：年度十佳电影[11]
- 第88屆國家評論協會獎：年度十佳电影[12]
- 第22届廣播影評人協會獎
  - 提名-最佳影片
  - 提名-最佳導演：大衛·麥肯錫
  - 提名-最佳男配角：傑夫·布里吉,班·佛斯特
  - 提名-最佳原創剧本：泰勒·謝里丹
  - 提名-最佳整體演出
- 第74届金球奖[13]
  - 提名-最佳剧情片
  - 提名-最佳编剧：泰勒·謝里丹
  - 提名-最佳男配角：傑夫·布里吉
- 第23届美國演員工會奖
  - 提名-最佳男配角：傑夫·布里吉
- 第70届英國電影學院奖
  - 提名-最佳攝影:Giles Nuttgens
  - 提名-最佳原創剧本：泰勒·謝里丹
  - 提名-最佳男配角：傑夫·布里吉
- 第89届奧斯卡金像奖
  - 提名-最佳影片
  - 提名-最佳剪輯
  - 提名-最佳原創剧本：泰勒·謝里丹
  - 提名-最佳男配角：傑夫·布里吉

## 外部連結
- 官方网站
- 互联网电影数据库（IMDb）上《赴湯蹈火》的资料（英文）
- Metacritic上《赴湯蹈火》的資料（英文）
- 爛番茄上《赴湯蹈火》的資料（英文）
- Box Office Mojo上《非正常械劫案》的資料（英文）
- 開眼電影網上《赴湯蹈火》的資料（繁體中文）